# Almvårvecklare
Almvårvecklare (Acleris kochiella) är en fjärilsart som först beskrevs av Göze 1783.  Almvårvecklare ingår i släktet Acleris, och familjen vecklare. Arten är reproducerande i Sverige.

## Bildgalleri

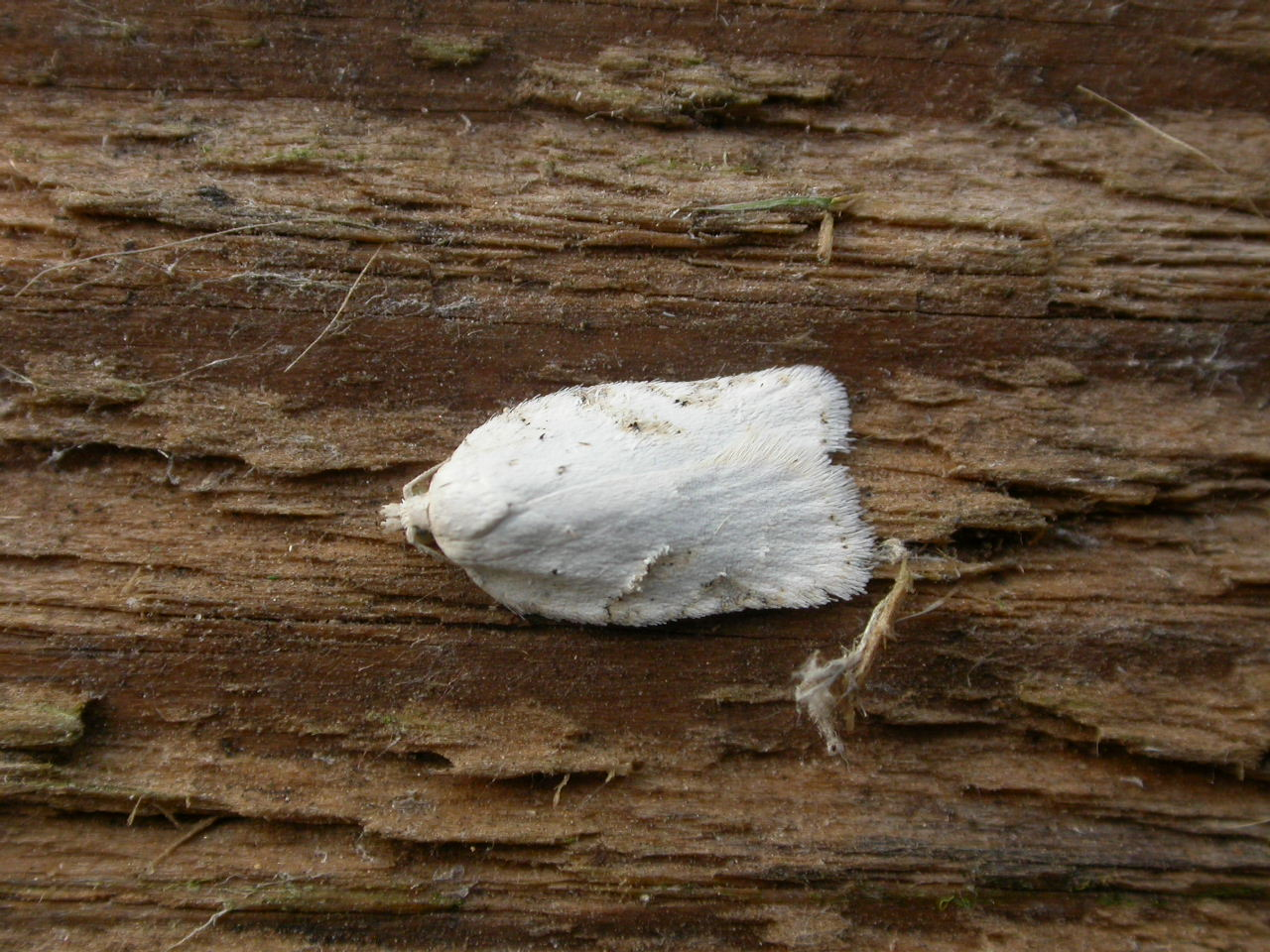